# Marlow Moss
Marjorie Jewel „Marlow” Moss (ur. 29 maja 1889 w Londynie, zm. 23 sierpnia 1958 w Penzance) – brytyjska artystka, reprezentantka konstruktywizmu. 

## Życiorys
Urodziła się na Kilburn w rodzinie żydowskiego pochodzenia jako córka Lionela Moss i Fannie Jacobs. W dzieciństwie muzyka zajmowała ważne miejsce. Przerwała naukę, gdy zachorowała na gruźlicę. Następnie interesowała się baletem. W latach 1916–1917 szkolenie artystyczne odebrała początkowo w St John's Wood Art School, następnie w Slade School of Fine Art, wreszcie potem w Paryżu na Académie Moderne. Około 1919 zmieniła imię (z Marjorie na Marlow) i zaczęła ubierać się po męsku. Był to skutek „pewnego emocjonalnego szoku”. Wieloletnią partnerkę, holenderską pisarkę Antoinette „Nettie” Hendrikę Nijhoff-Wind, poznała w Paryżu. Przerwała studia w Slade School of Fine Art. Na początku II wojny światowej opuściła Francję i zamieszkała w pobliżu zatoki Lamorna w Kornwalii, by tam żyć w samotności. Osiadła w Kornwalii na stałe i studiowała architekturę na Penzance School of Art. W 1923 zainspirowana biografią Marii Skłodowskiej-Curie, przeprowadziła się do Londynu, by zgłębiać swoją wiedzę o niej w British Museum. W 1927 wyjechała do Paryża. 

## Twórczość
Skupiała się na malarstwie i instalacji, tworzyła proste, abstrakcyjne kompozycje. W Paryżu była uczennicą Fernand Légera i Amédée Ozenfanta. Artystycznie związana z Piet Mondrianem; nawzajem inspirowali się co do użytku prostej linii. Była jednym z fundatorów grupy Abstraction-Création i jedyną brytyjską przedstawicielką figurującą w całej serii katalogów wydanych przez grupę.
Twórczość tej artystki obejmuje malarstwo, rzeźbę i płaskorzeźbę (reliefy). Przed wojną zajmowała się głównie malarstwem, malowała abstrakcje, składające się z połączenia czarnych linii. Od 1930 w jej twórczości przeważały reliefy liniowe wykonywane w drewnie. Większość z jej przedwojennych dzieł nie zachowała się do dziś. Jej twórczość powojenna składa się głównie z projektów architektonicznych, rzeźb i reliefów wykonywanych w studio, które prowadziła. 